# Barra Funda (bairro)
Barra Funda é um bairro situado no município de São Paulo. Parte é pertencente ao distrito da Barra Funda, na zona oeste, e parte ao distrito de Santa Cecília, na zona central da cidade.
É famoso por ser o bairro das escolas de samba Mancha Verde e Camisa Verde e Branco, e o local onde também se situa a sede da rede de televisão RecordTV, bem como o Memorial da América Latina, os centros de treinamento dos times de futebol Palmeiras e São Paulo. É atendido pela linha 3 do Metrô e pelas linhas 7, 8, 11 e 13 (Expresso Aeroporto) do Trem Metropolitano.

## História e formação
O bairro da Barra Funda está inserido na área central de São Paulo, cuja origem é bastante interessante e remonta à fundação do Colégio pelos Jesuítas, em 1554. A posição geográfica privilegiada da cidade propiciou que se estabelecesse como centro de intenso intercâmbio econômico entre o planalto paulista e o litoral, além de ser um ponto central do sistema de comunicações, onde todos os caminhos, tanto terrestres quanto fluviais, se articulavam.
O processo de ocupação da área central da cidade, assim como as profundas transformações verificadas nos séculos XIX e XX, refletem as diversas fases da evolução urbana de São Paulo. Em meados do século XIX, a cidade era ainda bastante modesta, com a parte compacta restrita à extremidade do esporão que corresponde à confluência Tamanduateí-Anhangabaú, a parte antiga do atual centro paulistano. A cidade era circundada por chácaras que formavam um cinturão de características suburbanas, com funções residenciais e agrícolas.
O crescimento e desenvolvimento de São Paulo nas últimas décadas do século XIX propiciaram a ocupação das várzeas dos rios na cidade e o surgimento de novos bairros. Chácaras foram loteadas e a construção de estações de trem trouxeram novas atividades econômicas para estas regiões. O bairro da Barra Funda é um bom exemplo deste processo. Lá se localizava a Chácara do Carvalho, divisão do antigo sítio de propriedade do Barão de Iguape, que abrangia ainda parte da Casa Verde e da Freguesia do Ó. Herdada por Antônio da Silva Prado, a sede da Chácara foi encomendada a Luigi Puci em 1890, pouco tempo antes de suas terras serem loteadas.
A ocupação do bairro está estreitamente ligada à construção de estradas de ferro para escoamento da produção do café na cidade. Em 1875, a estação Barra Funda da Estrada de Ferro Sorocabana foi inaugurada, integrando o primeiro trecho da linha. A estação permaneceu como depósito e armazém de produtos transportados entre o porto e o interior até os anos 20, quando passou a transportar passageiros. Já a estação da São Paulo Railway, inaugurada em 1892, bem próxima à estação da Sorocabana, atendeu desde o início à crescente população do bairro, atraída pela demanda de trabalho gerada nos armazéns das ferrovias e de particulares.
Os primeiros habitantes da Barra Funda, após o loteamento da chácara, foram imigrantes italianos. Além dos trabalhos relacionados à ferrovia, estabeleceram em suas casas serrarias e oficinas mecânicas que atendiam à população abastada dos Campos Elíseos. Porém, o que mais marca sua presença na Barra Funda é a construção civil. Até hoje, a maior parte das casas do bairro possui uma arquitetura simples com algumas características em comum: construções geminadas que possuem uma entrada lateral, uma fileira de cômodos, uma cozinha, um quintal e um porão. Esta arquitetura é conhecida como "ponta de chuva", por serem as casas traçadas pelos capomastri (mestres de obras) italianos com a ponta de um guarda-chuva na terra no início da construção.
No início do século XX, as características do bairro começaram a mudar. A população, que era predominantemente branca, passou a receber os primeiros negros, presença que se intensificou nas décadas seguintes. O sistema de transportes da região foi contemplado, em 1902, com o primeiro bonde elétrico de São Paulo, que ligava a Barra Funda ao Largo São Bento. Acompanhando o trajeto do bonde, ruas como Barra Funda, Brigadeiro Galvão e Anhanguera, onde se localizava o ponto final, aglutinaram atividades comerciais e de serviços. O desenvolvimento deste polo comercial, assim como sua proximidade dos bairros Higienópolis e Campos Elíseos, atraiu alguns representantes da classe média cafeeira e industriais que nesta região passaram a residir, enquanto estabeleciam suas indústrias do outro lado do bairro, a Barra Funda de baixo.
A divisão do bairro data da construção das linhas de trem que separaram a região localizada entre a linha de trem e a Marginal Tietê (Barra Funda de baixo) e a localizada entre a linha de trem e os Campos Elíseos (Barra Funda de cima). Por muito tempo, foram ligadas por duas porteiras, uma na rua Anhanguera e outra na rua Assis. A parte de cima até hoje goza de maior infraestrutura e poder aquisitivo.
Diante da infraestrutura que o bairro possuía e da concentração de mão-de-obra, as primeiras décadas do século XX assistiram a uma ocupação industrial impressionante. Além das indústrias instaladas na própria Barra Funda, na Água Branca, um grande parque industrial foi erguido na década de 1920: as Indústrias Reunidas Fábricas Matarazzo. Com uma área de 100 mil metros quadrados, reuniam diversas atividades industriais e empregavam um grande número de moradores do bairro. Até uma estação de trem da São Paulo Railway foi construída nas mediações do parque industrial para o escoamento do que ali era produzido.
No entanto, o desenvolvimento econômico da região seria abalado pela Grande Depressão. Os casarões da antiga classe média cafeeira foram abandonados e, com o tempo, se transformaram em cortiços. Indústrias fecharam ou transferiram suas atividades. Ao bairro restaram as oficinas mecânicas, serrarias, marcenarias e indústrias alimentícias ou têxteis de pequeno porte.
No plano cultural, este período marcaria a história da música nacional. A região é considerada um dos berços do samba paulista. O Largo da Banana era o ponto de encontro para os sambas de rodas, rodas de tiririca (capoeira) e serestas. Conhecido assim pela venda de cachos de banana, o largo é louvado em sambas conhecidos, como nas letras de Geraldo Filme. Lá foi fundado por Dionísio Barbosa o primeiro cordão carnavalesco paulista, o Grupo Carnavalesco Barra Funda. Formado por membros da população negra que se sentiam excluídos da Festa do Momo, o grupo teve que paralisar suas atividades nos anos 40 por problemas políticos. Reorganizado como Camisa Verde por Inocêncio Tobias, foi perseguido pela polícia política de Vargas, confundido como simpatizante do Partido Integralista, até a alteração do nome para Camisa Verde e Branco. O primeiro desfile do grupo data de 1954, na comemoração do Quarto Centenário da cidade de São Paulo.
O Largo da Banana localizava-se nas imediações da estação de trem da Barra Funda, importante centro de abastecimento da cidade, bem como um entreposto para as mercadorias que se destinavam ao porto de Santos do interior do estado. Conta-se que esse nome foi-lhe atribuído informalmente em função dos gêneros que chegavam por trem e lá eram comercializados, também informalmente, por trabalhadores, muitos deles negros e mestiços, que carregavam e descarregavam produtos nos armazéns ao redor da estação. Nos intervalos do trabalho precário e incerto, eles realizavam rodas de samba e de tiririca. Embora a localização do Largo da Banana não esteja indicada nos mapas da cidade, ele se encontrava entre as ruas Brigadeiro Galvão, Barra Funda, Cadete e a Alameda Olga). Esse terreno foi destinado à construção do Viaduto Pacaembu, que prolongava a avenida homônima para além dos trilhos, estabelecendo a conexão com a Ponte da Casa Verde, sobre o rio Tietê, e, futuramente, com as marginais expressas que acompanhariam seu curso. 
Os anos 1970 marcam a chegada dos migrantes nordestinos ao bairro. O polo industrial ali localizado nas primeiras décadas do século sofreu um processo crescente de refluxo com o fechamento, transferência ou falências das unidades produtoras, o que propiciou uma maior ocupação residencial do bairro com a chegada dos novos habitantes. No início dos anos 1980, o setor industrial se apresentava quase reduzido a zero na região.
Porém, a partir de 1989, as coisas começaram a mudar. Foi inaugurado o Terminal Intermodal Barra Funda, que reúne todas as modalidades do transporte coletivo (metrô, trens de passageiros das antigas linhas Sorocabana e Santos-Jundiaí sob a administração da CPTM, transporte rodoviário, ônibus municipais e intermunicipais). No mesmo ano, no antigo Largo da Banana, foi inaugurado o Memorial da América Latina, projetado por Oscar Niemeyer. Estas transformações trouxeram nova vida ao bairro. Muitas casas deram lugar a estabelecimentos comerciais, prédios de negócios se instalaram e imóveis antigos foram revitalizados. Em 1995, a Rede Record ali se estabeleceu e, em suas proximidades, o Parque Industrial Thomas Edison e o Centro Empresarial Água Branca foram inaugurados em 2001.
No campo cultural e de entretenimento, além do Memorial da América Latina, o bairro possui um galpão de exposições onde funciona regularmente o Mercado Mundo Mix, que reúne confecções e artigos de decoração de novos designers, o Theatro São Pedro, datado de 1917, e o Parque de Diversões Playcenter. Nos arredores se localizam também o Shopping West Plaza, o Parque Antártica, o Galpão Fábrica, o Parque da Água Branca e o Sesc Pompéia.

## Atualidade
Nos últimos anos, o bairro da Barra Funda tem passado por significativas transformações que refletem tanto a evolução urbana quanto as mudanças sociais e econômicas da cidade de São Paulo. Um dos marcos dessa transformação foi a desativação do Playcenter, um famoso parque de diversões que operou por décadas na região. O fechamento do Playcenter em 2012 marcou o fim de uma era, mas também abriu espaço para novos empreendimentos e iniciativas que visam revitalizar a área.
Um dos projetos mais notáveis que surgiram após a desativação do parque é o Jardim das Perdizes, um empreendimento que visa transformar a antiga área do Playcenter em um espaço residencial e comercial moderno. Este projeto é parte de uma tendência maior de revitalização urbana que busca integrar áreas anteriormente subutilizadas à dinâmica da cidade, promovendo um ambiente mais sustentável e acessível.
Além disso, a construção do Terminal Intermodal Barra Funda consolidou a região como um importante hub de transporte, facilitando o acesso a diferentes modalidades de transporte público, como metrô, trens e ônibus. Essa infraestrutura não apenas melhora a mobilidade dos moradores, mas também torna o bairro mais atrativo para empresas e novos empreendimentos.
A Barra Funda continua a ser um centro cultural vibrante. O Memorial da América Latina, projetado por Oscar Niemeyer, permanece como um dos principais pontos de atração do bairro, promovendo eventos culturais, exposições e atividades que celebram a diversidade latino-americana. O bairro também abriga o Theatro São Pedro, que, datado de 1917, é um importante espaço para a cena teatral paulistana.
Nos últimos anos, a Barra Funda tem visto um aumento na oferta de espaços de lazer e entretenimento, com a revitalização de áreas públicas e a criação de novos centros comerciais. O Shopping West Plaza e o Parque da Água Branca são exemplos de locais que oferecem opções de compras e lazer para os moradores e visitantes. O bairro é classificado pelo CRECI como "Zona de Valor C", assim como outros bairros da capital como Santana e Tatuapé.
Apesar das melhorias, a Barra Funda enfrenta desafios, como a gentrificação, que pode levar ao aumento dos preços dos imóveis e à deslocação de moradores de longa data. A chegada de novos empreendimentos e a valorização da área podem criar tensões entre os antigos e novos moradores, exigindo um planejamento urbano cuidadoso para garantir que o desenvolvimento beneficie a todos.